# Solenobia minor
Solenobia minor är en fjärilsart som beskrevs av Abel Dufrane 1930. Solenobia minor ingår i släktet Solenobia och familjen säckspinnare. Inga underarter finns listade i Catalogue of Life.